# Cystoporata
Cystoporata é uma ordem de briozoários extintos no Permiano, que compreende aproximadamente 50 gêneros.

## Classificação
- Ordem Cystoporata Astrova, 1964
  - Subordem Ceramoporina Bassler, 1913
    - Família Ceramoporidae Ulrich, 1882
    - Família Acanthoceramoporellidae Pushkin, 2002
    - Família Rhinoporidae Miller, 1889

  - Subordem Fistuliporina Astrova, 1964
    - Família Anolotichiidae Utgaard, 1968
    - Família Xenotrypidae Utgaard, 1983
    - Família Constellariidae Ulrich, 1896
    - Família Fistuliporidae Ulrich, 1882
    - Família Botrylloporidae Miller, 1889
    - Família Actinotrypidae Simpson, 1897
    - Família Hexagonellidae Crockford, 1947
    - Família Cystodictyonidae Ulrich, 1884
    - Família Etherellidae Crockford, 1957
    - Família Goniocladiidae Waagen e Pichl, 1885
    - Família Incertae sedis